# Bboy issin
B-Boy ISSIN（2005年5月1日 - ）は、日本のブレイクダンスダンサー。
岡山県出身。本名：菱川一心（ひしかわ いっしん）。
「Body Carnival zoo」「Red Bull BC One All Stars」のメンバー。

## 概要
※
8歳の時、ジャズダンスをする姉の影響でブレイキン出会う。
2017年に行われた「バトルオブザイヤー」のU-15の部門に出場し、小学6年生で優勝。その後、個人でもチームでも数々の大会を経験し、実績を積む。
2018年に世界屈指の名門クルー「Body Carnival」のJrクルー’BodyCarnival Zoo’に加入。
2022年、Red Bull BC One Cypher Japanで優勝。同年にニューヨークで行われた Red Bull BC One World Final に出場し、初出場ながら、Top4の成績を収め、一気に世界に名を轟かせる。
2023年、Red Bullと契約を結び、『Red Bull BC One』で好成績を収めたブレイクダンサーだけが選ばれる特別なダンスチーム「Red Bull BC One All Stars」のメンバーとなった。
2023年にも2年連続で Red Bull BC One World Finalに出場し、準決勝では会場を1番盛り上げる激戦を繰り広げ話題になった。同年12月、五輪予選シリーズ出場をかけたワールドシリーズ最終戦では、世界の強豪を打ち破り金メダル獲得した。
2024年にはブレイクダンスの日本一を決めるJDSF全日本ブレイキン選手権で優勝を果たし、勢いそのままにDANCEALIVE 2024 FINALでも念願の優勝に輝いた。

## 人物
- 笑顔で楽みながらバトルする姿が印象的。

## プレースタイル
- 爆発的でダイナミックなパワームーブを武器としながら、スピードと正確性も持ち合わせた総合性の高いスタイル。

## 個人戦績
2017
- Battle Of The Year U-15 BREAKING SOLO BATTLE 2017 優勝

2018
- Street Fighter 2018 1vs1 優勝

2019
- FULL THROTTLE FINAL U15 1vs1 準優勝
- Bto2 2019 U18 1vs1 優勝
- NOTHING2LOOZ Japan 2019 1vs1 準優勝
- Be.b-boy U18 2019 CREW BATTLE 優勝

2022
- THE JAM NARUTO 2022 1vs1 優勝
- Red Bull BC One Japan Cypher 2022 優勝
- Red Bull BC One World Final 2022（米国） TOP4

2023
- 杭州アジア大会/WDSF ASIAN GAMES（中国）男子ブレイキン TOP4
- Red Bull BC One World Final 2023（フランス） TOP4
- BfG World Series in Hong Kong 2023（香港） 優勝

2023
- 第５回 JDSF全日本ブレイキン選手権 優勝
- DANCEALIVE 2024 FINAL BREAKING 優勝